# Bizalom
Bizalom é um filme de drama húngaro de 1980 dirigido e escrito por István Szabó. Foi indicado ao Oscar de melhor filme estrangeiro na edição de 1981, representando a Hungria.

## Elenco
- Ildikó Bánsági	... 	Kata
- Péter Andorai	... 	János
- Oszkárné Gombik	... 	A néni
- Károly Csáki	... 	A bácsi
- Ildikó Kishonti	... 	Erzsi
- Lajos Balázsovits	... 	Kata férje
- Tamás Dunai	... 	Günther Hoffmann
- Zoltán Bezerédi	... 	Pali
- Éva Bartis
- Béla Éless		(como Béla Éles)
- Danielle du Tombe	... 	Elza
- Gyula Gazdag	... 	Egy férfi
- Gyöngyi Dorogi
- László Littmann	... 	Dr. Czakó (como dr. Littmann László)
- Judit Halász	... 	János felesége